# Dunai Vasmű
A Dunai Vasmű (Dunaferr, Dunaferr Dunai Vasmű Zrt.) az ország legnagyobb kohászati-gépészeti komplexuma, Dunaújváros legnagyobb munkaadója volt 1954–2023 között. A térségben már a 19. században felvetődött egy kohászati üzem létesítésének gondolata, de Széchenyi István ötlete elsősorban a közeli vasérc hiánya miatt meghiúsult. Ezt követően az első világháborút és a nagy gazdasági világválságot követő stabilizációs időszakban vált szükségessé a hazai kohászati kapacitások bővítése, és ekkor ismét a Duna mentén telepítendő gyárról volt szó, hogy az 1940-es évek első felében végül Győr mellett döntsenek. A második világháború után Mohácson kezdődtek meg az előmunkálatok, de külpolitikai okok miatt mégis Dunapentelét választotta a kormányzat.
Az első kapavágásokat 1950. május 2-án ejtették meg, és az új város neve a következő évben Sztálinváros, a vállalat pedig Sztálin Vasmű lett (a vasmű neve 1956 végén változott vissza Dunai Vasműre, a város pedig 1961-ben lett Dunaújváros). Az első nagyolvasztó 1954 elejére készült el, az acélműben pedig ugyanezen év augusztusában történt meg az első csapolás. A meleghengermű 1960-ban, a hideghengermű 1965-ben állt üzembe. A vállalat a kohászati alaptevékenységen túl saját termékeinek a feldolgozásával is bővítette gyártmánystruktúráját: bevezették a spirálcsőgyártást, a hidegen alakított profilok előállítását, a radiátorgyártást stb.
A cég vezetése 1984-ben a Dunai Vasmű név megtartása mellett bevezette a DUNAFERR márkanevet és logót, 1992-ben pedig a vállalat részvénytársasággá alakult. 2003-ban tárgyalások kezdődtek a cég privatizációjával kapcsolatban, amelynek eredményeként 2004 szeptemberében a vállalat a Donbass Ipari Szövetség tulajdonába került. A szócikk a Dunai Vasmű történetét az acélgyártás befejezéséig kíséri figyelemmel.

## Előtörténet
A 19. századi Magyarországon Széchenyi István ismerte fel az iparfejlesztés jelentőségét, aki – többek között – a Lánchíd felépítésével, a hajógyártás és a gőzhajózás beindításával a kohászati fejlesztéseknek is lökést adott. Széchenyi már ekkor felvetette egy nagy, országos jelentőségű vasmű felépítésének gondolatát. „Ami pedig a telepítés helyét illeti, egy emelkedőn levő országban a Duna partjain igazán kétlem, hogy bármi előnyösebb lehetne, mint jó vasművek” – írta. 1845-ben Ózdon épült meg vasfinomító kavarókemencékkel, hengerművel, majd 1855-ben Resicán kohókat, 1866-ban Bessemer-konvertereket, tíz év múlva pedig Siemens-Martin-kemencéket telepítettek. Diósgyőrben 1868-ban alapítottak vasgyárat (nagyolvasztó, öntöde, kavarókemencék és sínhengerde), 1879-ben Siemens-Martin-acélművet, 1880-ban pedig Bessemer-acélművet telepítettek. A következő nagyobb kohászati komplexum a Rimamurány-Salgótarjáni Vasmű volt, ami több kisebb gyár egyesítésével jött létre 1881-ben.
Az első világháború, illetve Trianon után a hazai vas- és acéltermelés a felére esett vissza. A kohászati nyersanyagforrások 70%-a az új határokon kívülre kerültek, az új határokon belül maradt üzemek termelési szintje csak 1929-re lépte túl az 1913-as szintet. Az 1930-as évek elejének gazdasági világválsága után a termelés újra fokozódott, Csepelen, Ózdon és Diósgyőrben is fejlesztéseket hajtottak végre, és a második világháborús készülődések hatására új állami vasmű építését határozták el.

## A vasmű telepítésének közvetlen előzményei
Az 1938-as tervezet, amelyet Diósgyőrben dolgoztak ki, két változatot tartalmazott: az egyiket Ajka és Bodajk térségébe, a másikat Dunaföldvár és Kalocsa közé. A beruházási költség 138 millió, illetve 166 millió pengő volt. A kormányzat a továbbiakban nem foglalkozott vele. 1943-ban került elő ismét az ötlet, ismét Diósgyőrben készítették a terveket, és több helyszín mellett Győrt javasolták első helyen. 1944 elején meg is kezdődtek az építési munkálatok, de a háború közeledése és a bombázások miatt leálltak a munkálatokkal, és Mohács mellé akartak építkezni.
A háború után a vaskohászat termelése csak 1948-ban érte el az 1938. évi szintet, de a mohácsi térségbe való telepítés kérdése már 1945-től újra napirenden volt, politikai és gazdasági fórumokon is. Még 1949-ben az MDP Politikai Bizottsága, majd a Központi Vezetőség is Mohács mellett döntött: „Az új vasművet Mohácson kell felépíteni.” Létrehozták a Nehézipari Beruházások Nemzeti Vállalatot (NEB), amelynek kiemelt feladata lett a kohászati kombinát ügyének vitele. Mohács térségében elkezdődtek az előkészületek, tereprendezés, utak, lakások építése stb. Ekkor merült fel a Szovjetunió részvétele a beruházásban, a tárgyalásokat Borovszky Ambrus vezette. Az év vége felé már felmerült a mohácsi telepítés kérdésessége, amit a Jugoszláviával megromlott politikai kapcsolatokkal indokoltak. A Politikai Bizottság 1949. december 23-ai előterjesztése szerint „a magyar-jugoszláv viszony alakulása arra késztette Rákosi elvtársat, hogy a szovjet szakértők figyelmét felhívja a korábban felmerült mohácsi megoldással kapcsolatos meggondolásokra. … A szovjet szakértők … a kombinát építési helyéül Dunapentelét ajánlják.”

## Város és gyár születik
Czottner Sándor nehézipari miniszter 1950. január 20-án hagyta jóvá az Állami Tervező Iroda által kidolgozott javaslatot, amit ezt követően megküldtek Moszkvába. A tervek értelmében Dunapentele kielégíti a vízi, a vasúti és a közúti szállítás csatlakozási kívánalmait, az ország centrális helyén fekszik, a geológiai viszonyok megfelelőek. Az új komplexum neve a kezdeti tervekben D. 1. (Dunapentele 1) kombinát és lakótelep volt. A tervek szerinti technológiai egységek:
- ércelőkészítő mű,
- kokszolómű (főleg komlói és pécsi kőszénre alapozva),
- nagyolvasztómű (két 700 köbméteres kemencével),
- martinacélüzem (folyékony nyersvas és vashulladék betéttel, főleg nagyolvasztói torokgázzal és kokszolói kamragázzal fűtve),
- hengermű (280 000 tonna durva-, közép- és finomlemez hengerlésére),
- karbantartó és egyéb kiegészítő üzemek(öntöde, kovácsüzem, vasszerkezeti, forgácsoló, hőkezelő, villamosjavító, építő és épület-karbantartó üzem).[6]

Az előkészítő munkálatok, végső soron a Dunai Vasmű és Dunaújváros építése 1950. május 2-án kezdődött meg, ekkor érkeztek Mohácsról a kubikosok, kőművesek és ácsok brigádjai, akik a lakóbarakkok építésével kezdték a munkát. A végleges terveket szovjet-magyar együttműködés keretében, megosztva végezték, az első vázlattervek már május közepén rendelkezésre álltak. A vállalat igazgatója Borovszky Ambrus lett. A párt komoly propagandát fejtett ki „az ötéves terv büszkesége” érdekében. Az építkezések és a kisegítő részlegek munkájának segítésére a DISZ felhívására („Magyar ifjúság! Jelentkezz a Dunai Vasmű felépítésére!”) ezernél többen érkeztek az ország legkülönbözőbb vidékeiről, és közülük sokan le is telepedtek az épülő városban. Először – megelőzve a gyárépítést – a lakótelep építését kezdték el, a Május 1. utca első épülete már augusztus végén készen állt. Dunapentele 1951. május 18-án városi rangot kapott. 1951. november 7-én – az akkori szokásoknak megfelelően a „dolgozók javaslatára” – a város nevét Sztálinvárosra, a vállalatot pedig Sztálin Vasműre változtatták.

## A Dunai Vasmű építése

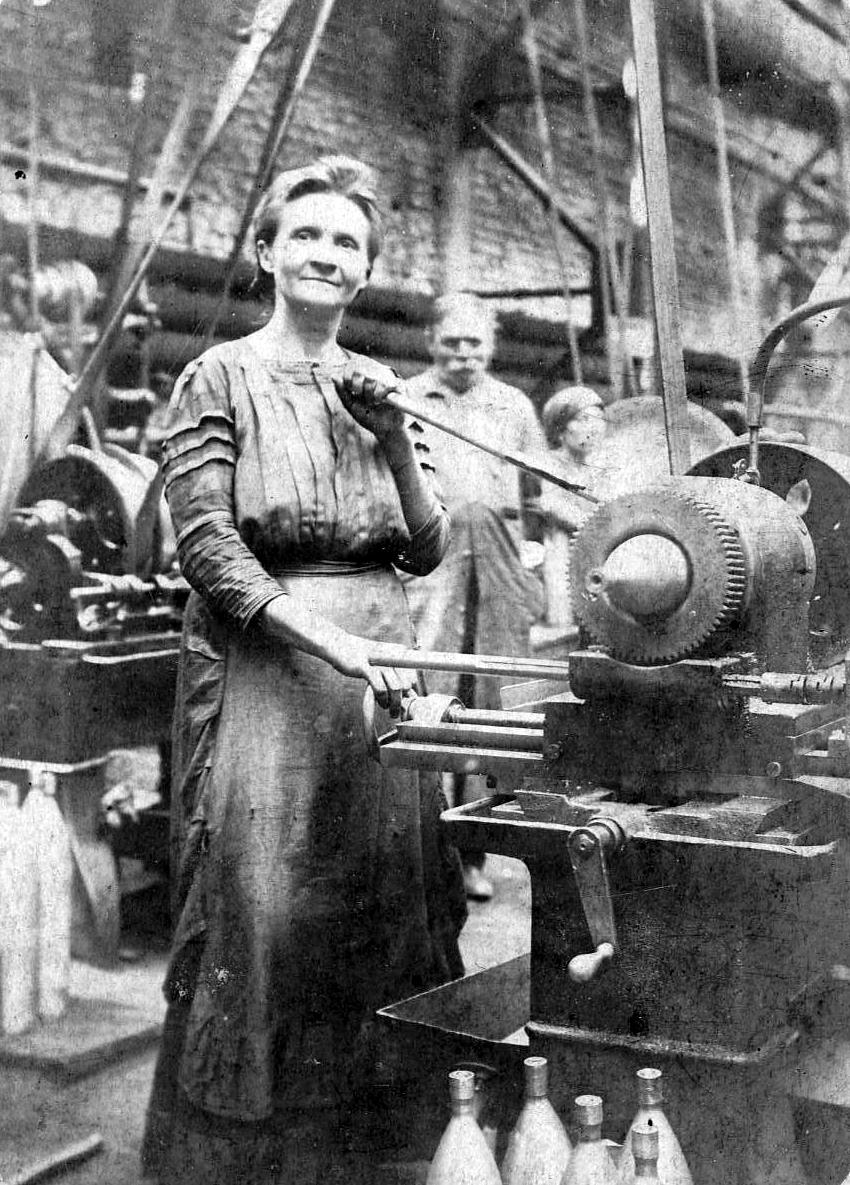
Munkásnő a Magyar Lőszergyár Rt., a későbbi Lőrinci Hengermű telepén

A Vasmű első vállalatait (mechanika-, öntöde és kovácsüzem) 1951. november 7-én adták át. 1951 elején kezdték az acélmű építését, üzembe helyezték az új, Budapest–Sztálinváros közötti 120 ezer voltos távvezetéket, és épült az erőmű is. Folyamatosan építették a kokszolóművet, az ércelőkészítő- és tömörítőművet, a nagyolvasztóművet és az acélmű első egységeit, majd novemberben átadták a tűzállóanyag-gyárat. 1954. február végén – Rákosi Mátyás és Nagy Imre jelenlétében – átadták az I. számú nagyolvasztót, az első „igazi” kohászati gyártóegységet, majd az acélművet is felavatták, az első csapolás augusztus 20-án történt meg a III. számú Martin-kemencéből (a IV. számú, másodikként elkészült kemencét november elején állították üzembe).
1955 januárjában a Sztálin Vasműnek hat összevont egysége volt: kokszoló és vegyi, nagyolvasztó, acélmű, szállító és raktározó, erőmű, valamint karbantartó gyárrészleg.
A meleghengermű építését 1956 márciusában kezdték el, az eredetileg négyállványosra tervezett készsort menet közben – a Nehézipari Műszaki Egyetem Geleji Sándor vezette Kohógéptani és Képlékenyalakítástani Tanszéke szakértői javaslatára – ötállványosra tervezték át, és 1960 nyarán állítottak üzembe. A hengersort akkor még mélykemencék szolgálták ki. Közben, még 1957-ben munkába állt a II. nagyolvasztó is. A hideghengermű 1965 nyarán bekövetkező átadásával lényegében befejeződött a nagyvertikum beruházása. A hengerműben két reverzáló (irányváltó) hengerállvány állt, a revétlenítést kénsavas pácolósoron, a lágyítást harangkemencékben végezték.
1961 novemberében a város nevét Dunaújvárosra változtatták. A vállalat évekkel ezt megelőzően, még 1956 végén vette vissza a Dunai Vasmű nevet.
1963-ban a Lőrinci Hengerművet szervezetileg a Dunai Vasműhöz csatolták. Az 1960-as években vetődött fel a saját termékek feldolgozottsági szintjének növelése. Könnyűszerkezetes épületek gyártása már 1961-ben elkezdődött a karbantartó gyárrészlegben, a spirálisan hegesztett csöveket – a hidegen alakított nyitott és zárt profilok gyártásával egyidejűleg – 1964-ben kezdték gyártani a hideghengermű csarnokában. Az ezeket összefogó Lemezfeldolgozó Gyárrészleg is ebben az évben jött létre. Az acélminőségek választékának növelése érdekében 1965-ben 5 tonnás ívfényes kemencét állítottak üzembe az acélműben.
Az időszak végén, 1965-ben, az éves nyersvastermelés 640 983 tonna, az acéltermelés 615 601 tonna, az összes hengerműi termelés volumene 481 672 tonna, az alkalmazotti létszám 11 515 fő volt.

## Az 1960-as évek közepétől
A vállalat valamennyi egységében folyó korszerűsítéseken túl az első nagyobb esemény a radiátorüzem 1968-ban történt üzembeállítása volt. 1969-ben átépítették az I. nagyolvasztót, a következő évben pedig a kettest. Fontos technológiai előrelépést jelentett a FAM (folyamatos acélöntőmű) első gépsorának 1973-as üzembe állítása.
1975. december 31-én nyugalomba vonult Borovszky Ambrus vezérigazgató, aki kisebb megszakításokkal 1953-tól állt a cég élén.
1976-ban új, korszerű tolókemencét építettek, amely alkalmas a folyamatosan öntött bugák fogadására, maximum 8500 milliméter hosszúságban. Részben ennek hatására is, 1977-ben a meleghengermű termelése meghaladta az évi egymillió tonnát.
Az acélnyersvas éves termelése 1980-ban 811 835 tonna, a szürkenyersvasé 2772 tonna, az martinacéltermelés 1 169 899 tonna, a meleghengerműé 1 156 094 tonna, a hideghengerműé 450 000 tonna (ebből az ónozott lemez 10 162 tonna) volt. A vertikum kiépülését követően a dolgozói létszám 12 500–13 000 között stabilizálódott, 83,6% fizikai és 16,4% és nem fizikai dolgozó megoszlásban.
1980-ban, az acélgyártási technológiaváltás keretében működésbe állították a konverteracélművet, de átmenetileg a martinacélgyártás is megmaradt. 1988 legfontosabb eseménye a meleghengermű rekonstrukciója volt, amelynek során új előnyújtó hengerállványt és coil-boxot állítottak üzembe.
Az 1980-as évek elejétől jelentkező, a kohászati termékeket és így a vállalatokat sújtó acélipari dekonjunktúra miatt a Dunai Vasmű 1982–1983-ban veszteségessé vált, és 1983-ban először bérfejlesztés sem volt. 1984-ben a Dunai Vasmű név megtartása mellett bevezették a DUNAFERR márkanevet és logót. Az évtized kissé hektikus termelési eredményeit általában enyhén emelkedő trend jellemezte (1984-től), de mindezt 1989-ben jelentős visszaesés követte. A nyersvastermelés 1989-ben 967 000 tonnáról 810 000 tonnára, az acéltermelés 1 481 000-ről 1 304 000-re, a hengereltáru-termelés 1 147 000-ről 1 112 000 tonnára esett vissza. Ettől függetlenül a DV viszonylag jól teljesített a nehéz körülmények közepette is, amit a vállalati szervezet, az irányítás és a termelésszervezés korszerűsítésével is segített, illetve követett.
A technológiai korszerűsítések a következő időszakban sem maradtak el, modernizálták a folyamatos acélművet, a meleghengermű készsorát egy hatodik hengerállvánnyal egészítették ki, 1992 végén megszüntették a martinacélgyártást, 1995-ben átépítették a II. számú nagyolvasztót, majd 1997-ben az egyest, és ugyanebben az évben adták át az új panelradiátor-gyárat.
 A megtett intézkedések és az acélipari fellendülés következtében a vállalat az 1994-es évet már mint a gazdasági fordulat, a stabilizáció éveként értékelte; a térségben mindössze két olyan acélipari vállalat volt, amely teljes kapacitással működött: a Dunai Vasmű és a Kassai Vasmű. 1999-ben a vasmű eredményei: nyersvasgyártás 1 300 000 tonna, az acélgyártás 1 566 000 tonna, melegen hengerelt termékek 120 000 tonna, hidegen hengerelt termékek 391 000 tonna, profil 175 000 tonna, radiátor 4 000 000 négyzetméter, acélszerkezet 14 000 tonna, a spirálcsőgyártást a kereslet csökkenése miatt beszüntették.
1991. január 2-án megalakult a Dunaferr Acélművek korlátolt felelősségű társaság, a Dunaferr vállalatcsoport meghatározó egysége, amit márciusban a Dunaferr Lemezalakító Kft., majd további társaságok követtek. A kft-k négy csoportba tömörültek: metallurgiai, másod-harmadtermék, szolgáltató és kereskedelmi divízióba. A konszernfelépítésen belül az igazgatótanács, illetve a vezérigazgató alá a kutatási és fejlesztési, a gazdálkodási, a humánfejlesztési és a kereskedelmi igazgató tartozott. 1991 végén a hideghengerműből a Dunaferr és a Voest-Alpine vegyesvállalatot hozott létre DWA Dunaferr–Voest Alpine Hideghengermű Kft. néven. A Dunai Vasmű 1992. július 1-jén részvénytársasággá alakult. 1996-ban a Dunaferr vagyonkezelését a vállalti menedzsmentből álló Acél XXI. Kft. vette át. 2000 áprilisában azonban az akkori kormányzat – egy vitatott sikerdíj ürügyén – kezdeményezte a vagyonkezelési szerződés módosítását vagy felbontását – utóbbi meg is történt. Horváth István elnök-vezérigazgatót 2001 februárjában az ÁPV Rt., az állam mint tulajdonos képviselője felmentette, egyúttal Tóth Lászlót nevezte ki utódjául.

## A Dunaferr privatizációja és agóniája
Tóth Lászlót 2002-ben Hónig Péter váltotta, akinek a hivatali idejében elkezdődött a Dunaferr privatizációja, a Donbass csoportba való integrációja. A tárgyalások 2003 őszén indultak, és a részvényjegyzési és befektetési megállapodásban rögzített zárási feltételekről szóló dokumentumot 2004. szeptember 30-án írták alá, az új tulajdonos a Donbass Ipari Szövetség (+ Alcsevszki Vaskohászati Kombinát Rt., Duferco International Trading Co. Ltd., Kundax AG.) vezette csoport lett. Hónig Péter 2005-ben – az elnöki funkció után – a vezérigazgatói posztról is távozott. Utódja Szusil Triha, a Donbass-Duferco konzorcium szakembere lett, akit az év végén Valerij Naumenko váltott. 2012-ben Andrej Szapelin az elnök, a cégvezető Jevgenyij Tanhilevics.
2006 januárjában a vasmű elnevezése Dunaferr Dunai Vasmű Zártkörűen Működő Részvénytársaságra változott.
2023-ban megkezdődött a Dunaferr értékesítési folyamata, első lépésként a Fővárosi Törvényszék 2023. január 5-én elrendelte az ISD Dunaferr Dunai Vasmű Zrt., majd április 12-én az ISD Kokszoló Kft. felszámolását. Az év elején a brit Liberty Steel írt alá szándéknyilatkozatot a gyár újraindításáról. A meleghengermű újraindult, de 2022 szeptemberében végül mindkettő még üzemelő nagyolvasztót leállították, így acélgyártás nincs. Az acélbugákat a romániai gyárukból szállítják. Az Európai Unió – a magyar kormány kérésére – egyszerűsített fúziókontroll eljárásban vizsgálta a Dunaferr Liberty Steel általi megvásárlását, és azt 2023 októberében jóvá hagyta. 2023 februárjára ideiglenesen beüzemelték a II. számú nagyolvasztót, majd 2024. június 12-én vele együtt állt le a kokszoló is, ami addig exportra termelt. 2024 októberében újraindították a hengerművet.

## A Dunai Vasmű vezérigazgatói
A vezérigazgatók névsora a privatizáció kezdetéig:
| Dátum     | Név              |
| --------- | ---------------- |
| 1950–1953 | Sebestyén János  |
| 1953–1962 | Borovszky Ambrus |
| 1962–1964 | Závodi Imre      |
| 1964–1975 | Borovszky Ambrus |
| 1976–1991 | Szabó Ferenc     |
| 1992–2001 | Horváth István   |
| 2001–2002 | Tóth László      |
| 2002–2005 | Hónig Péter      |